# Astalavista.box.sk
Az astalavista.box.sk egyike az első – az információbiztonság határait túllépő – internetes keresőoldalaknak. 

## Története
1994-ben hozták létre, és az oldal a gyakorlatban gyűjtőhelye volt a hacker-, cracker-, exploit-, szoftverlicensz-kulcs-generáló (keygen) szoftvereknek, illetve maguknak a szoftvertelepítő kulcsoknak (serial keys). A tartalmak között nagy arányban voltak jelen potenciális kémprogramok (spyware), kéretlen reklámprogramok (adware), illetve sok esetben számítógépes vírusok. A McAfee információ-biztonsági cég a webhelyet "potenciálisan törvénytelen szoftverek" lelőhelyének minősítette.
A weboldal szlovákiai domainnév alatt működött. A weboldal neve filmes szójátékon alapul. A Terminátor 2. – Az ítélet napja című sci-fi akciófilmben a főszereplő karakter emlékezetes mondata volt a "Hasta la vista, baby", mely mondat spanyolul egy általánosan használt elköszönő formula. Az "astalavista" ennek a mondatnak a játékos összevonása. Érdemes megjegyezni, hogy a korszak másik – hasonló hangzású – ismert keresőmotorja, az AltaVista csak 1995-ben indult.
2020 decemberében Dancho Danchev, kiberbűnözés-kutató és -elemző az oldal üzemeltetőjeként bejelentette a weblap újraindulását a box.sk domainnév alatt. Célja hackerek és kiberbiztonsági szakértők támogatása.

## Fordítás
- Ez a szócikk részben vagy egészben  az   Astalavista.box.sk című angol Wikipédia-szócikk fordításán alapul.  Az eredeti cikk szerkesztőit annak laptörténete sorolja fel. Ez a jelzés csupán a megfogalmazás eredetét és a szerzői jogokat jelzi, nem szolgál a cikkben szereplő információk forrásmegjelöléseként.
- Ez a szócikk részben vagy egészben  az   Astalavista.box.sk című német Wikipédia-szócikk fordításán alapul.  Az eredeti cikk szerkesztőit annak laptörténete sorolja fel. Ez a jelzés csupán a megfogalmazás eredetét és a szerzői jogokat jelzi, nem szolgál a cikkben szereplő információk forrásmegjelöléseként.